# Анна Прусська (1576—1625)
А́нна Пру́сська (нім. Anna von Preußen; 3 липня 1576 — 30 серпня 1625) — прусська принцеса. Маркграфиня Брандербурзька , курфюрстина Священної Римської імперії (1608—1625), герцогиня Прусська  (1618—1625). Представниця німецької династії Гогенцоллернів. Народилася в Кенігсберзі, Пруссія. Старша донька прусського герцога Альбрехта-Фрідріха. Дружина маркграфа Бранденбурзького Йоганна-Сизігзмунда (з 1594), який успадкував батькове герцогство, утворивши Бранденбург-Пруссію. Була «сірим кардиналом» свого чоловіка, допомогла розширити володіння бранденбурзьких Гогенцоллернів. Під час придворної боротьби з кальвіністами виступала покровителькою і захисницею лютеран (1613—1615). В часи Тридцятилітньої війни підтримувала анти-Габсбурзьку протестантську коаліцію. Матір бранденбурського маркграфа і прусського герцога Георга-Вільгельма. Теща шведського короля Густава ІІ Адольфа та трансильванського князя Габора Бетлена. Померла в Берліні, Бранденбург. Похована у Кенігсберзькому соборі.

## Біографія
Анна народилася 3 липня 1576 року в Кенігсберзі в родині прусського герцога Альбрехта-Фрідріха та його дружини Марії-Елеонори Клевської, доньки клевеського герцога Вільгельма Багатого. Дівчинка росла в прусській столиці, де отримала традиційне лютеранське виховання й виросла ревною лютеранкою.
30 жовтня 1594 року 18-річна Анна вийшла заміж за 21-річного Йоганна-Сигізмунда, сина маркграфа Бранденбурзького Йоахіма-Фрідріха. Мати чоловіка вважала прусську принцесу негарною, але шлюб уклали з політичних мотивів — оскільки прусський герцог не мав синів-спадкоємців, маркграфи Бранденбургу планували приєднати Прусське герцогство до своїх володінь через Анну. Крім того, по материнській лінії наречена була племінницею останнього клевського герцога Йоганна-Вільгельма, спадкоємницею Юліх-Клеве-Берзького герцогства, а також графств Марк і Равенсберг, тому для бранденбурзького дому шлюб із нею відкривав великі політичні перспективи.
Анна була розумною жінкою, мала хист до управління, відрізнялася характером і силою волі. На противагу своєму чоловікові, який цікавився радше бенкетами і полюванням, вона виявляла великий інтерес до державних справ, успішно вела дипломатичні ігри. 1609 року Анна самостійно вступила боротьбу за спадок Клевеського дому з іншими претендентами з Пфальцу. 1611 року вона брала участь у Ютеборзькому з'їзді, а 1612 року відправила власне посольство до імператора Матвія для захисту своїх майнових прав. 1614 року, завдяки зусиллям Анни спадок було поділено, внаслідок чого дім бранденбурзьких Гогенцоллернів збагатився землями у Вестфалії.
Після навернення Йоганна-Сигізмунда до кальвінізму в 1613 році та його намагань змінити віру підданих своїх володінь, Анна стала захисницею і головною речницею лютеран Бранденбургу і Пруссії. Вона приймала петиції, підтримувала зв'язки із саксонськими лютеранами-ортодоксами, опиралася релігійним реформам чоловіка. За тогочасними повідомленнями, під час родинних сварок вона навіть кидалася тарілками і склянками у Йоганна-Сигізмунда. Завдяки цій позиції він облишив свій первісний задум і дозволив у 1615 році сповідувати лютеранство поряд із кальвінізмом.
Після смерті чоловіка Анна продовжувала впливати на політичні справи Бранденбургу-Пруссії за правління свого сина Георга-Вільгельма. Вона перебувала в опозиції до імператорів-католиків Габсбургів й, всупереч синівській волі, влаштувала шлюб своєї доньки Марії-Елеонори зі шведським королем-протестантом Густавом ІІ Адольфом.
Анна померла 30 липня 1625 року в Берліні, у віці 49 років. Її тіло перевезли до Пруссії й поховали у Кенігсберзькому соборі.

## Родина

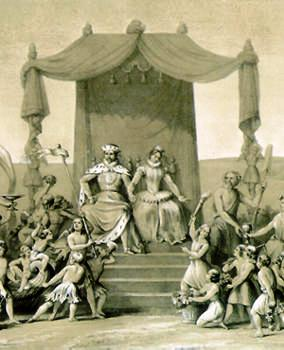
Шлюб Анни і Йоганна-Сигізмунда — алегорія союзу Пруссії і Бранденбургу.

Чоловік — Йоганн-Сизігзмунд, маркграф Бранденбурзький
Діти:
- Геогр-Вільгельм (1595—1640) — маркграф Бранденбургу, герцог Пруссії.
- Анна-Софія (1598—1659) , дружина Фрідріха-Ульріха (герцога Брауншвейг-Вольфенбюттеля)
- Марія-Елеонора (1599—1655), дружина Густава II Адольфа, короля Швеції
- Катерина (1602—1644), дружина Габора Бетлена, князя Трансільванії
- Йоахім-Сигізмунд (25 липня 1603 — 22 лютого 1625) — помер у юному віці.
- Агнеса (31 серпня 1606 — 12 березня 1607) — померла немовлям.
- Йоганн-Фрідріх (18 серпня 1607 — 1 березня 1608) — помер немовлям.
- Альбрехт-Християн (7 березня — 14 березня 1609) — помер немовлям.